# غنبدلي (جرغلان)
غنبدلي (بالفارسية: گنبدلی) هي قرية تقع في إيران في قسم جرغلان الريفي. يقدر عدد سكانها بـ 171 نسمة .